# Droits Quotidiens
Droits Quotidiens is een Franstalige vzw die als doel heeft vakjargon van magistraten begrijpelijker te maken.

## Geschiedenis
Droits Quotidiens werd opgericht in de jaren negentig door studenten recht van de UCL. Het doel was om vooral laaggeschoolden en maatschappelijk kwetsbare doelgroepen te bereiken die dreigden verdwaald te raken door moeilijk te begrijpen teksten. In de beginjaren werd hun webpagina vooral door maatschappelijk assistenten van deze doelgroepen gebruikt.
Het gebruik steeg en in 2015 werd de webpagina meer dan 350.000 keer geraadpleegd.
In 2016 kreeg de organisatie ook een Vlaamse dochterorganisatie, namelijk "Helder Recht".